# Herrnberg (Ascha)
Der Weiler Herrnberg ist ein Gemeindeteil von Ascha im niederbayerischen Landkreis Straubing-Bogen.

## Lage
Der historische Kern des Weilers mit vier von insgesamt sechs Wohngebäuden (2021) liegt auf einem Südosthang, eineinhalb Kilometer nordwestlich von Ascha über dem Sockabach und einem seiner namenlosen südlichen Zuflüsse. Die beiden ältesten Anwesen sind die heutigen Hausnummern 2 und 3, die früher die Bärnzeller Hausnummern 23 und 24 hatten. Die beiden ebenfalls zu Herrnberg zählenden Einzelanwesen Hausnummer 4 und 8 liegen Luftlinie ca. 400 bzw. 700 Meter weiter nördlich. Herrnberg befindet sich auf der Gemarkung Bärnzell

## Geschichte
Herrnberg war ein Gemeindeteil der Gemeinde Bärnzell, die mit der Gebietsreform in Bayern ihre Eigenständigkeit verlor und 1971 in die Gemeinde Ascha eingegliedert wurde.
 Einwohnerentwicklung 
| Jahr        | 1835 | 1860 | 1861 | 1871 | 1875 | 1885 | 1900 | 1925 | 1950 | 1961 | 1970 | 1987 | 2021 |
| ----------- | ---- | ---- | ---- | ---- | ---- | ---- | ---- | ---- | ---- | ---- | ---- | ---- | ---- |
| Einwohner   | 20   | 12   | 23   | 20   | 18   | 19   | 23   | 19   | 20   | 11   | 12   | 15   |      |
| Wohngebäude | 2    | 2    |      |      |      | 2    | 3    | 3    | 3    | 3    |      | 4    | 6    |

## Bauwerke
In Herrnberg sind zwei Gebäude als Baudenkmäler gelistet, ein Traidkasten aus dem Ende des 17. Jahrhunderts und eine Kapelle aus dem 18. Jahrhundert.